# Festuca huamachucensis
Festuca huamachucensis är en gräsart som beskrevs av Infantes. Festuca huamachucensis ingår i släktet svinglar, och familjen gräs.
Artens utbredningsområde är Peru. Inga underarter finns listade i Catalogue of Life.